# رافاييل مونيوث بيريث
رافاييل مونيوث بيريث (بالإسبانية: Rafael Muñoz Pérez، ولد في 3 مارس 1988، قرطبة، إسبانيا) سبّاح إسباني، يتخصص في سباق الفراشة (butterfly).
حصل على ميداليتين ذهبيتين في بطولة أوروبا للسباحة عام 2010 و2012. وعلى الميدالية ذهبية في بطولة أوروبا للسباحة بالأحواض القصيرة عام 2012.

## إنجازاته

### بطولة العالم للسباحة
- 2009 روما  إيطاليا:  ميدالية برونزية في سباق 50 متر فراشة.
- 2009 روما  إيطاليا:  ميدالية برونزية في سباق 100 متر فراشة.

### بطولة أوروبا للسباحة
- 2008 آيندهوفن  هولندا:  ميدالية برونزية في سباق 50 متر فراشة.
- 2008 آيندهوفن  هولندا:  ميدالية برونزية في سباق 100 متر فراشة.
- 2010 بودابست  المجر:  ميدالية ذهبية في سباق 50 متر فراشة.
- 2012 ديبرسين  المجر:  ميدالية ذهبية في سباق 50 متر فراشة.

### بطولة أوروبا للسباحة بالأحواض القصيرة (25 متر)
- 2008 ريجيكا  كرواتيا:  ميدالية برونزية في سباق 50 متر فراشة.
- 2008 ريجيكا  كرواتيا:  ميدالية فضية في سباق 100 متر فراشة.
- 2012 تشارتريس  فرنسا:  ميدالية ذهبية في سباق 50 متر فراشة.
- 2012 تشارتريس  فرنسا:  ميدالية فضية في سباق 100 متر فراشة.

## روابط خارجية
- رافاييل مونيوث بيريث على موقع الاتحاد الدولي للسباحة (الإنجليزية)
- رافاييل مونيوث بيريث على موقع SwimRankings.net (الإنجليزية)
- رافاييل مونيوث بيريث على موقع اللجنة الأولمبية الدولية (الإنجليزية)
- رافاييل مونيوث بيريث على موقع أوليمبيديا (الإنجليزية)
- رافاييل مونيوث بيريث على موقع اللجنة الأولمبية الإسبانية (الإسبانية)